# Bloc negre

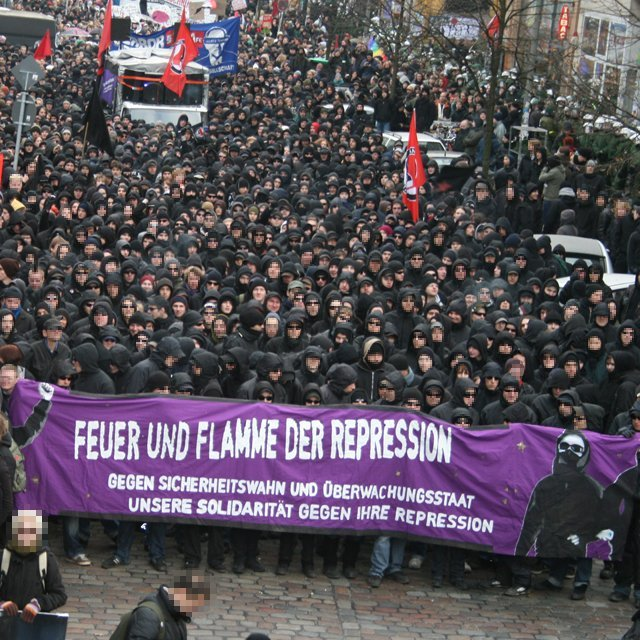
Integrants d'un bloc negre en una manifestació el 2007 a Hamburg, Alemanya.

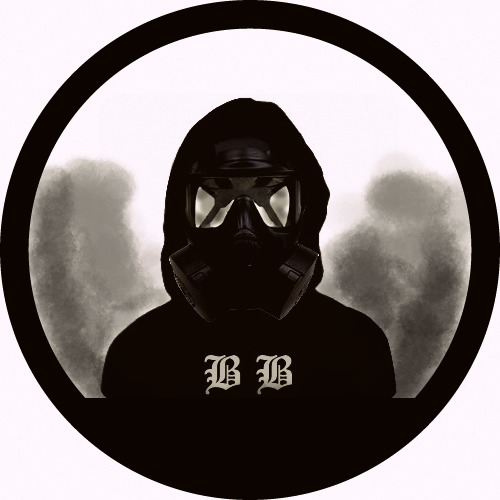
Black Bloc (Illustration)

Un bloc negre (o black bloc en anglès) és una tàctica de manifestació on els seus participants porten roba negra, passamuntanyes o un altre tipus de màscares, cascos de motocicleta, botes i de vegades escuts. La roba és utilitzada per a ser vistos com una sola massa unida, promoure la solidaritat entre els participants, crear una presència revolucionària i ser més difícils d'identificar individualment.
La tàctica va ser desenvolupada en els anys 1980 a Europa per activistes autonomistes en protestes antinuclears. Els blocs negres van guanyar atenció dels mitjans fora d'Europa durant les manifestacions contra la cimera de l'OMC a Seattle en 1999, quan un bloc negre va causar danys a propietats de GAP, Starbucks, Old Navy i altres comerços de Seattle.
En l'actualitat, aquesta tàctica està associada principalment a moviments anarquistes,autonomistes i fonamentalment del moviment antiglobalització present en les manifestacions que es desenvolupen en diverses parts del món.
Segons alguns activistes que participen en els blocs negres, no utilitzen la violència contra persones; i si ho fan, és cap a símbols del poder polític. Segons aquesta tesi, l'agressió a persones només es dona com a forma d'autodefensa, normalment cap a la policia.
En l'actualitat existeixen blocs negres tant violents com no violents, encara que segons algunes fonts els primers han disminuït la seva activitat des de fa diversos anys.
En els mitjans de comunicació massius es descriu amb freqüència al bloc negre com una organització internacional, malgrat no existir tal organització i ser merament una tàctica emprada en manifestacions per petits grups d'afinitat. També s'ha plantejat que siguin actuacions permeses o fins i tot orquestrades per tercers agents i fins i tot pel mateix subjecte passiu de la manifestació per provocar altercats durant la mateixa per situar a aquesta com una actuació violenta o irracional i així desprestigiar el seu propòsit o al subjecte passiu a través dels mitjans de comunicació de masses, i fins i tot com a tàctica per dinamitar des de dins l'ànim dels manifestants o per justificar l'ús de mesures repressores contra ells.

## Història

### Origen
La tàctica del bloc negre es va desenvolupar al costat de l'increment de l'ús del poder policial després de les manifestacions de Brokdorf en 1977 per la policia d'Alemanya Occidental en 1980, dirigida particularment cap a okupas i activistes antinuclears. El juny de 1980, la policia alemanya va desallotjar la República Lliure de Wendland, una acampada de protesta antinuclear a Gorleben, Wendland. El desembre de 1980 van tenir lloc arrests massius a Berlín i altres localitats d'Alemanya Occidental. Després dels arrests massius d'okupes an Friburg de Brisgòvia, van tenir lloc manifestacions en diverses ciutats alemanyes. Durant una manifestació a Berlín, anomenada Divendres negre, a la qual van assistir entre 15.000 i 20.000 persones, part dels manifestants va destruir una àrea de comerços. Aquests manifestants van utilitzar roba negra i màscares per evitar ser identificats. Els mitjans de comunicació alemanys van anomenar aquests manifestants der schwarze Block ("el bloc negre").

### Desenvolupament internacional
El primer ús registrat d'aquesta tàctica en els Estats Units va ser en 1989 en una protesta al Pentàgon.
Els blocs negres van guanyar atenció dels mitjans fora d'Europa durant les manifestacions contra la cimera de l'OMC a Seattle en 1999, quan un bloc negre va causar danys a propietats de GAP, Starbucks, Old Navy i altres comerços de Seattle. Des d'aleshores els blocs negres han estat habituals a totes les mobilitzacions antiglobalització. Altres grups que han adoptat aquesta tàctica són Acció Antifeixista.
A causa de la naturalesa anònima dels blocs negres, aquests són susceptibles a ser infiltrats per agents provocadors L'agost de 2007, la policia de Quebec va admetre que "els seus agents es van infiltrar com a manifestants". No obstant això, van ser reconeguts fàcilment pels manifestants com a policies, ja que portaven botes de la policia.

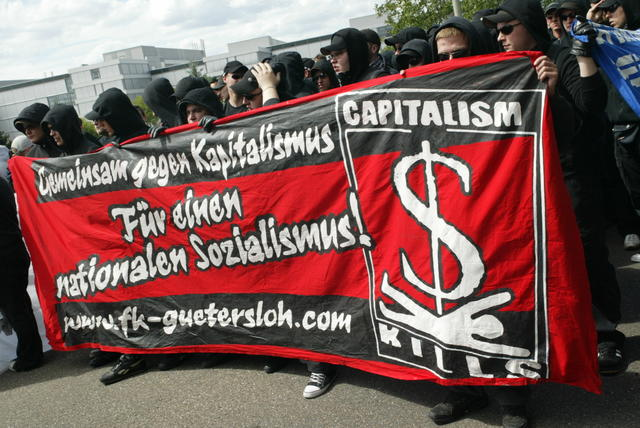
neo-nazis "Nacionalistes Autonomistes" marxant com a bloc negre a Alemanya en 2007.

A la fi dels anys 2000, s'han format blocs negres per manifestants de dreta, com els "Nacionalistes Autònoms" (de l'alemany: Autonome Nationalisten) durant els disturbis del Primer de Maig a Hamburg el 2008. i nacional-anarquistes en les protestes de la cimera del Fòrum de Cooperació Econòmica Àsia-Pacífic de 2007 a Sydney.